# Герб Прионежского района
Герб Прионежского района — является официальным конвенциональным (условным) опознавательно-правовым знаком, являющийся символом наряду с флагом Прионежского муниципального образования Республики Карелия Российской Федерации.
Утвержден решением Совета Прионежского муниципального района № 3 от 24 декабря 2019 года. Герб зарегистрирован в Государственном геральдическом регистре РФ под № 12673.

## Описание
В поле, четырежды пересеченном зеленым и золотом с лазоревой (синей, голубой) стенозубчатой каймой - черный восстающий медведь с червлеными (красными) языком, зубами и когтями. Щит увенчан муниципальной короной установленного образца. 

## Обоснование символики
Поле четырежды пересечённом зеленью и золотом, напоминает о историческом Петрозаводском уезде.
Уезд образован именным указом Екатерины II от 24 августа (4 сентября) 1776 года и первоначально вошёл в состав Олонецкой области Новгородского наместничества (образованы этим же указом). Город Петрозаводск окружён территорией Прионежского района (по этой причине на гербе - стенозубчатая лазоревая (синяя) кайма). 
Название района символизирует лазоревая финифть, ведь название района восходит к названию Онежского озера, часть побережья которого относится к территории района. Чёрный медведь — характерный символ карельских земель и даже в старину — земель новгородских к погостам которого тогда относилась территория современного Прионежского района. Статусная корона символизирует район, как муниципальный район.
Применённые в гербе цвета в геральдике обозначают:
— Золото (жёлтый) — символ постоянства, прочности, силы, великодушия, интеллекта, солнечного света, урожая;
— Зелень (зелёный) — символ радости, жизни, изобилия, возрождения, природы и плодородия, а также юности;
— Червлень (красный) — символ труда, жизнеутверждающей силы, мужества, самоотверженности, праздника, красоты, солнца и тепла;
— Лазурь (синий, голубой) — символ красоты, любви, мира, возвышенных устремлений;
— Чернь (чёрный) — символ благоразумия, мудрости, скромности, честности, древности и вечности бытия. 
Герб разработан авторским коллективом в составе: Башкиров Константин Сергеевич, Карпунина Виктория Валерьевна, Штейнбах Светлана Юрьевна. 
Элементы герба изображены на знаке Почётного гражданина Прионежского района, который был принят в один день с гербом.

## История
До герба 2019 года, была версия герба, принятая в 2001 году. 
В зелёном щите по центру, на фоне солнца в виде золотого полукруга — силуэт стоящего лося с поднятой головой чёрного цвета. С правой стороны к солнцу примыкает стилизованная ель, стоящая на вершине скалы, с левой стороны — керамический горшок с восходящим из него колосом, огибающим край солнца. Все эти элементы герба золотые. Щит обрамлён национальным орнаментом зеленого цвета на сужающихся книзу золотых полях. Щит увенчан двумя стилизованными ветками зелёного цвета и возвышающейся над ними восьмиконечной золотой звездой. В нижней четверти щита три голубые стилизованные волны. На средней волне девиз "Прионежье" золотом.
Символика:
Солнце - символ расцветающего края;
Лось - царь Карельских лесов, символ богатства животного мира;
Скала - символ горнодобывающей камнеперерабатывающей промышленности;
Ель - символ лесного края;
Керамической горшок - символ производства изделий из керамики;
Национальный орнамент - символ народного промысла и бережного отношения к народным традициям;
волны - волны Онежского озера.
Цветовая символика:
Зеленый - лесной край
Голубой - край озер
Золотой - богатства края
Черный - графический акцент.
Автор герба — генеральный директор Карельской оценочной компании Ким Александр Рамуальдович.
Герб принят сессией районного совета 24 мая 2001 года. 